# Saleem Abboud Ashkar

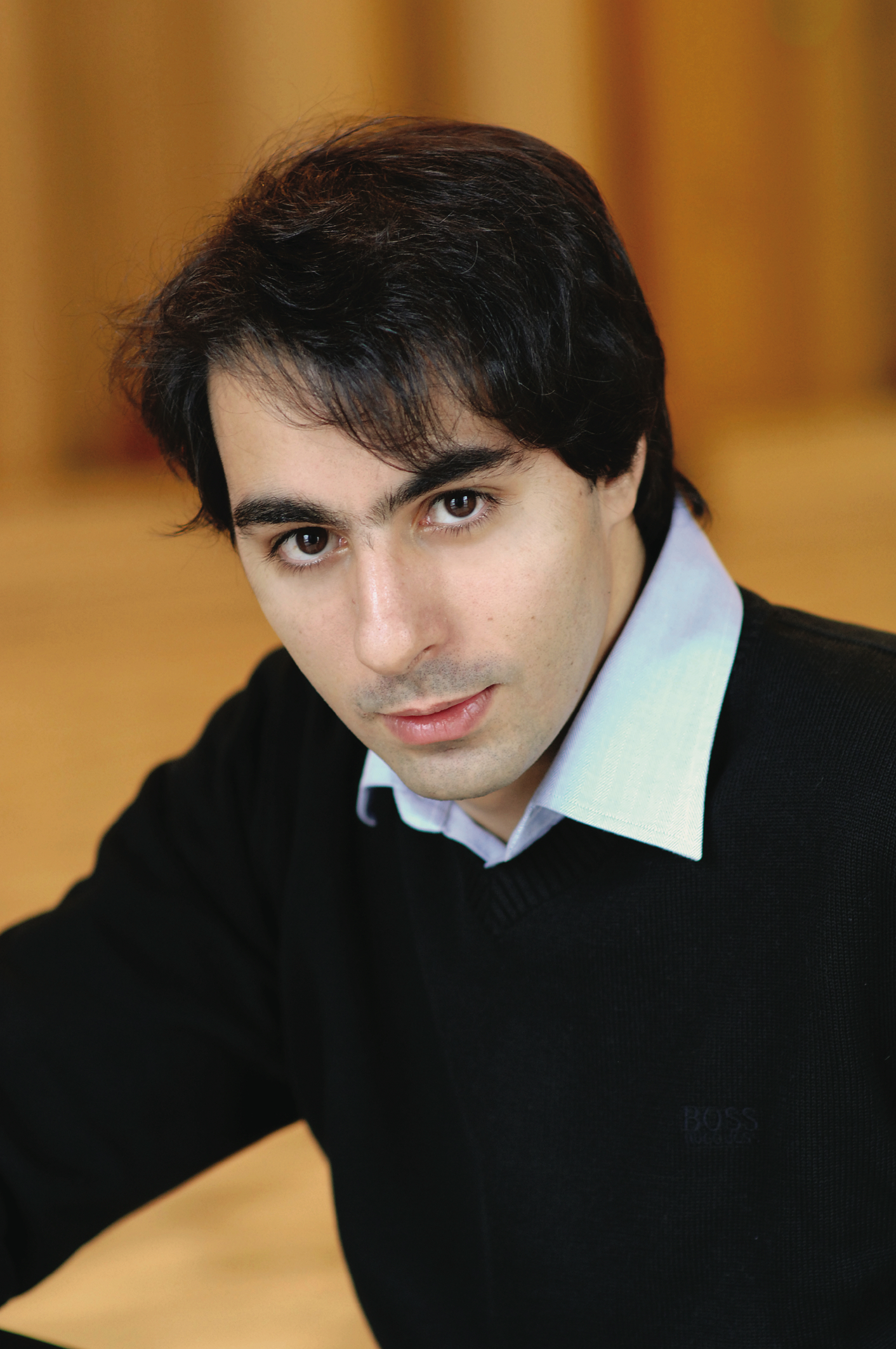

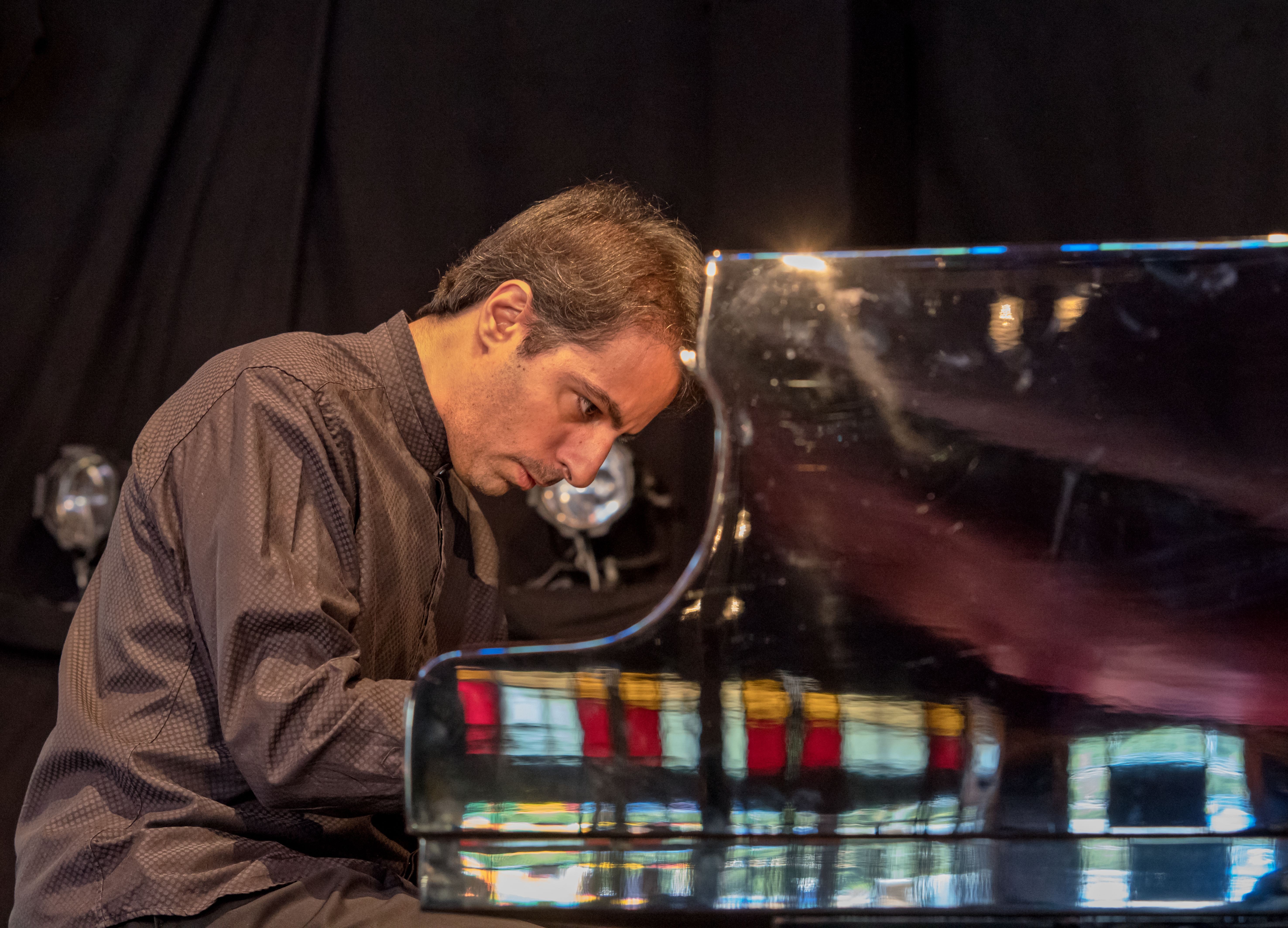
Saleem Ashkar auf dem ZMF 2016

Saleem Abboud Ashkar (arabisch سليم عبود أشقر Salim ʿAbbud ʾAschqar, DMG Salīm ʿAbbūd ʾAšqar; * 1976 in Nazareth) ist ein palästinensisch-israelischer klassischer Pianist.

## Leben und Werdegang
Saleem Ashkar wurde 1976 im israelischen Nazareth als Sohn palästinensischer Christen geboren. Er studierte an der Royal Academy of Music bei Maria Curcio in London und an der Hochschule für Musik bei Arie Vardi in Hannover. Ashkar wurde von Zubin Mehta entdeckt, unter dessen Leitung er siebzehnjährig das Israel Philharmonic Orchestra bei der Aufführung des 1. Klavierkonzerts von Tschaikowski solistisch unterstützte. In der Folge spielte er häufig mit den großen Orchestern Israels, darunter das Israel Chamber Orchestra und das Jerusalem Symphony Orchestra.
Im Alter von 22 Jahren debütierte er in der New Yorker Carnegie Hall unter Daniel Barenboim und gastiert seitdem bei bedeutenden Orchestern, so bei den Wiener Philharmonikern, der Filarmonica della Scala, dem Concertgebouworkest Amsterdam, dem Gewandhausorchester Leipzig, dem London Symphony Orchestra, dem City of Birmingham Symphony Orchestra, dem NDR Sinfonieorchester, der Staatskapelle Berlin und weiteren renommierten Orchestern in Europa. Saleem Ashkar arbeitet regelmäßig mit Dirigenten wie Zubin Mehta, Daniel Barenboim, Riccardo Muti, Riccardo Chailly, Fabio Luisi, Lawrence Foster, Philippe Jordan, Nikolaj Znaider, Pietari Inkinen, Jakub Hrůša und David Afkham zusammen. Des Weiteren ist Ashkar bei klassischen Musikfestivals zu hören, er spielte in der Vergangenheit unter anderem beim Beethovenfest Bonn, den Salzburger Festspielen, dem Lucerne Festival, dem Ravinia Festival, und dem Klavier-Festival Ruhr.
Ashkar hat sich besonders als Interpret der Werke Mendelssohns und Beethovens hervorgetan. Er veröffentlichte Plattenaufnahmen der Klavierkonzerte Nr. 1 und Nr. 4 von Beethoven sowie Mendelssohns 1. und 2. Klavierkonzert sowie vier Beethoven-Sonaten bei Decca Records. Er arbeitet an einer Gesamtaufnahme der Beethoven-Sonaten.
Ashkar setzt sich für die musikalischen Förderung von Flüchtlingskindern ein und begleitet die im Herbst 2016 unter der Schirmherrschaft von Daniel Barenboim gegründete Al-Farabi Musikakademie aktiv. Er lebt in Berlin.

## Diskografie (Auswahl)
- Beethoven: Piano Concertos Nos. 1 & 4 mit dem NDR Sinfonieorchester unter Ivor Bolton. Decca Records 2013.
- Mendelssohn: A Midsummer Night's Dream; Piano Concertos Nos. 1 & 2 mit dem Gewandhausorchester unter Riccardo Chailly. Decca Records 2014.
- Beethoven Piano Sonatas. Klaviersonate Nr. 3 C-Dur op. 2 Nr. 3, Sonate Nr. 5 c-Moll op. 10 Nr. 1, Sonate Nr. 14 op. 27 Nr. 2 in cis-Moll und Sonate Nr. 30 op. 109 in E-Dur. Aufnahme zwischen dem 3. und 6. Januar 2017 im Kulturstaal auf Schloss Britz. Decca Records 2017.